# Szkeleton a 2016. évi téli ifjúsági olimpiai játékokon
A 2016. évi téli ifjúsági olimpiai játékokon a szkeleton versenyszámait február 19.-én rendezték a Lillehammer-ben.

## Részt vevő nemzetek
A versenyeken 18 nemzet 40 sportolója vett részt.
| Nemzetek               | Férfi indulók | Női indulók | Összesen |
| ---------------------- | ------------- | ----------- | -------- |
| Ausztria (AUT)         | 2             | 1           | 3        |
| Brazília (BRA)         | 1             | 2           | 3        |
| Dél-Korea (KOR)        | 2             | 1           | 3        |
| Egyesült Államok (USA) | 2             | 2           | 4        |
| Franciaország (FRA)    | 0             | 1           | 1        |
| Hollandia (NED)        | 1             | 1           | 2        |
| Japán (JPN)            | 1             | 1           | 2        |
| Kanada (CAN)           | 1             | 1           | 2        |
| Lettország (LAT)       | 1             | 2           | 3        |
| Nagy-Britannia (GBR)   | 0             | 1           | 1        |
| Németország (GER)      | 1             | 1           | 2        |
| Norvégia (NOR)         | 1             | 1           | 2        |
| Oroszország (RUS)      | 1             | 2           | 3        |
| Románia (ROU)          | 2             | 2           | 4        |
| Svájc (SUI)            | 1             | 0           | 1        |
| Svédország (SWE)       | 1             | 1           | 2        |
| Tajvan (TPE)           | 1             | 0           | 1        |
| Ukrajna (UKR)          | 1             | 0           | 1        |
| Összes sportoló        | 20            | 20          | 40       |

## Éremtáblázat
(A táblázatokban az egyes számoszlopok legmagasabb értéke, vagy értékei vastagítással kiemelve.)
| A 2016. évi téli ifjúsági olimpiai játékok éremtáblázata sífutásban | A 2016. évi téli ifjúsági olimpiai játékok éremtáblázata sífutásban | A 2016. évi téli ifjúsági olimpiai játékok éremtáblázata sífutásban | A 2016. évi téli ifjúsági olimpiai játékok éremtáblázata sífutásban | A 2016. évi téli ifjúsági olimpiai játékok éremtáblázata sífutásban | Olimpia  |
| ------------------------------------------------------------------- | ------------------------------------------------------------------- | ------------------------------------------------------------------- | ------------------------------------------------------------------- | ------------------------------------------------------------------- | -------- |
|                                                                     | Ország                                                              | Arany                                                               | Ezüst                                                               | Bronz                                                               | Összesen |
| 1.                                                                  | Nagy-Britannia (GBR)                                                | 1                                                                   | 0                                                                   | 0                                                                   | 1        |
| 1.                                                                  | Oroszország (RUS)                                                   | 1                                                                   | 0                                                                   | 0                                                                   | 1        |
|                                                                     |                                                                     |                                                                     |                                                                     |                                                                     |          |
| 3.                                                                  | Németország (GER)                                                   | 0                                                                   | 1                                                                   | 1                                                                   | 2        |
| 4.                                                                  | Norvégia (NOR)                                                      | 0                                                                   | 1                                                                   | 0                                                                   | 1        |
|                                                                     |                                                                     |                                                                     |                                                                     |                                                                     |          |
| 5.                                                                  | Franciaország (FRA)                                                 | 0                                                                   | 0                                                                   | 1                                                                   | 1        |
|                                                                     |                                                                     |                                                                     |                                                                     |                                                                     |          |
| Összesen                                                            | Összesen                                                            | 2                                                                   | 2                                                                   | 2                                                                   | 6        |

## Érmesek
| A 2016. évi téli ifjúsági olimpiai játékok érmesei szkeletonban |                                              |         |                                      |         |                                      |         |
| Versenyszám                                                     | Arany                                        | Arany   | Ezüst                                | Ezüst   | Bronz                                | Bronz   |
| Fiú                                                             | Evgenii Rukosuev · Oroszország (RUS)         | 1:47,30 | Alexander Hestengen · Norvégia (NOR) | 1:47,94 | Robin Schneider · Németország (GER)  | 1:48,10 |
| Lány                                                            | Ashleigh Fay Pittaway · Nagy-Britannia (GBR) | 1:50,23 | Hannah Neise · Németország (GER)     | 1:51,19 | Agathe Bessard · Franciaország (FRA) | 1:52,45 |